# South Troy (Minnesota)
South Troy – jednostka osadnicza (tzw. obszar niemunicypalny) w hrabstwie Wabasha w stanie Minnesota, w gminie Zumbro. Leży na trasie U.S. Route 63. Najbliższe większe miasto to Hammond.

## Turystyka
Miejsce jest kojarzone z Laurą Ingalls Wilder (Domek na prerii), która mieszkała tu u krewnych latem 1876 roku. W tym czasie zmarł jej brat Freddy. Okres ten został opisany w książce Cynthii Rylant Old Town in the Green Groves na podstawie wspomnień Wilder Pioneer Girl. Na miejscowym cmentarzu znajduje się grób niezidentyfikowanego dziecka, którym prawdopodobnie jest Freddy.
W miejscowości znajduje się wystawa upamiętniająca pobyt Ingallsów oraz rodzaj pomnika poświęconego Ingallsom oraz dzieciom, które straciły życie w trakcie wędrówki na Zachód.